# Algemeen Nederlands Persbureau
Das Algemeen Nederlands Persbureau (ANP) ist eine niederländische Nachrichtenagentur. Der Unternehmenssitz ist in Rijswijk.

## Geschichte
Im Dezember 1934 gründete der niederländische Zeitungsverband Nederlandse Dagbladpers (NDP, Niederländische Tageszeitungspresse) die Stichting Algemeen Nederlands Persbureau (Stiftung Allgemeines Niederländisches Pressebüro) als Träger des ANP. Die zwei bereits bestehenden Nachrichtenagenturen Vaz Dias und Nederlandsch Correspondentie Bureau gingen in die neue Agentur ein. Am 1. Juli 1935 begann ANP mit seiner Arbeit und übernahm bereits zum 1. Januar 1936 die Nederlandsch Telegraaf-Agentschap.
Binnen kurzer Zeit gelang es ANP, die internationale und nationale Berichterstattung zu monopolisieren. Dies hatte eine inhaltliche Standardisierung der Zeitungen zur Folge, deren Redaktionen sich nun auf die für ihre Leserschaft interessantesten Nachrichten konzentrierten. Zu jener Zeit bestand noch in den Niederlanden das System der Versäulung, d. h., es gab eine klare Trennung von reformiert, katholisch, sozialistisch oder liberal orientierten Bevölkerungsgruppen, die wenig privaten Kontakt untereinander und auch ihre jeweils eigenen Zeitungen hatten. Nach der Kapitulation der Niederlande im Zweiten Weltkrieg kam ANP umgehend in die Hände der deutschen Besatzer, die jüdischen Mitarbeiter wurden entlassen.
Im Mai 2001 wurde die Stiftung in eine B.V. (ähnlich einer Gesellschaft mit beschränkter Haftung) umgewandelt.

## ANP heute
ANP ist die größte Nachrichtenagentur der Niederlande und beschäftigt 250 Mitarbeiter, von denen etwa 160 Journalisten sind. Redaktionsbüros bestehen in Amsterdam, Brüssel, Den Haag, Eindhoven und Rotterdam.
ANP beliefert Zeitungen, Zeitschriften, Rundfunk- und Fernsehsender, Webseiten und Unternehmen mit Fotos und Berichten. Außerdem vertritt ANP in den Niederlanden Nachrichtenagenturen anderer Länder, dies sind dpa (Deutschland), AFP (Frankreich), EFE (Spanien) und Belga (Belgien).

## Kurioses
Während der deutschen Besatzung im Zweiten Weltkrieg wurde ANP aufgrund der damaligen Gleichschaltung im Volksmund Adolfs Nieuwste Papegaai („Adolfs Neuester Papagei“) genannt.